# Oswaldo Frota-Pessoa
Oswaldo Frota-Pessoa (Rio de Janeiro, 30 de março de 1917 — São Paulo, 24 de março de 2010) foi um biólogo, médico e geneticista brasileiro, considerado o pioneiro da genética humana no Brasil.
Nascido no subúrbio da cidade do Rio de Janeiro, em 1917, era filho de José Getúlio da Frota Pessoa, que trabalhou na Secretaria de Educação do Rio de Janeiro e escreveu diversos livros sobre a importância da educação e da pesquisa, além de assinar a coluna diária do Jornal do Brasil chamada “Educação e ensino”.
Ingressou no curso de História Natural, na Universidade do Distrito Federal (UDF), e formou-se em 1938. Em 1941, formou-se médico pela  Faculdade Nacional de Medicina da Universidade do Brasil, de onde foi docente. No curso de História Natural, fez amizade com Newton Dias dos Santos e Ayrton Gonçalves da Silva. Ao se formar, os três docentes encontravam-se toda semana para discutir práticas de ensino e em como inovar suas aulas e dinâmicas com os estudantes sob a orientação do professor Fritz de Lauro,. Foi casado entre 1938 e 1951 com a física Elisa Frota Pessoa.
Obteve seu doutorado em História Natural pela Faculdade Nacional de Filosofia da Universidade do Brasil em 1953 e livre-docente pela Universidade de São Paulo, em 1963. Foi, juntamente com Crodowaldo Pavan, um dos geneticistas da geração pioneira de pesquisadores formados por Theodosius Dobzhansky na Universidade de São Paulo (USP).

## Morte
Oswaldo faleceu em 24 de março de 2010, aos 93 anos. Foi sepultado no Cemitério da Paz, em Taboão da Serra,. O Prêmio Oswaldo Frota-Pessoa de Incentivo à Pesquisa, do Instituto de Biociências da USP, é em sua homenagem. Seu filho, Osvaldo Frota Pessoa Junior, é professor, filósofo e físico da Universidade de São Paulo.